# 焦磷酸锌
焦磷酸锌，化学式 Zn2P2O7，是一种离子化合物，是锌的焦磷酸盐。

## 制备
焦磷酸锌可以由磷酸锌铵的热分解而成：
2 ZnNH4PO4 → Zn2P2O7 + 2 NH3 + H2O
它也可以由碳酸钠、氧化锌和磷酸二氢铵反应而成：
Na2CO3 + 2 ZnO + 2 (NH4)H2PO4 → Zn2P2O7 + 2 NaOH + 2 NH3 + 2 H2O + CO2
它也可以由硫酸锌的强酸性溶液和焦磷酸钠加热而成：
2 ZnSO4 + Na4P2O7 → Zn2P2O7 + 2 Na2SO4

## 性质
焦磷酸锌是一种白色晶体，不溶于水。在水中加热时，焦磷酸锌分解成 Zn3(PO4)2 和ZnHPO4。它是单斜晶系的，空间群 I2/c (No. 15)。焦磷酸锌的2、3、4、5水合物都是已知的。五水合物在358 K下失水成三水合物，然后在410 K下分解成无水合物。五水合物是正交晶系的，空间群 Pmmm (No. 47)。

## 用处
焦磷酸锌可用作染料。它也用于锌的重量分析。